# Goodfellows trädkänguru
Goodfellows trädkänguru (Dendrolagus goodfellowi) är en pungdjursart som beskrevs av Oldfield Thomas 1908. Dendrolagus goodfellowi ingår i släktet trädkänguruer och familjen kängurudjur. IUCN kategoriserar arten globalt som starkt hotad.
Pungdjuret förekommer på östra Nya Guinea i bergstrakter som är upp till 2 850 meter höga. Ursprungligen levde arten även i låglandet. Regionen är täckt av tropisk regnskog.

## Underarter
Arten delas in i följande underarter:
- D. g. buergersi
- D. g. goodfellowi

## Bildgalleri

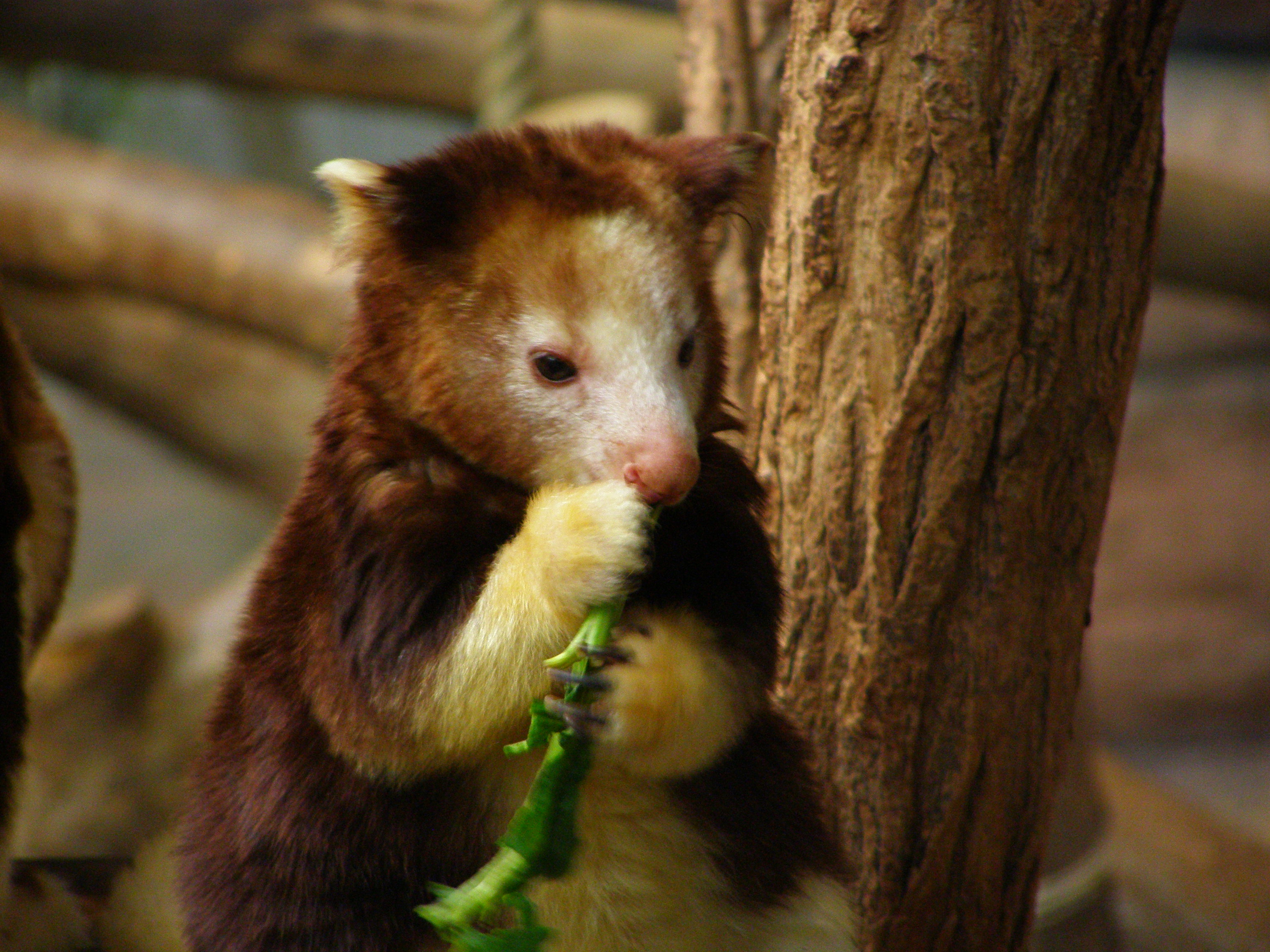
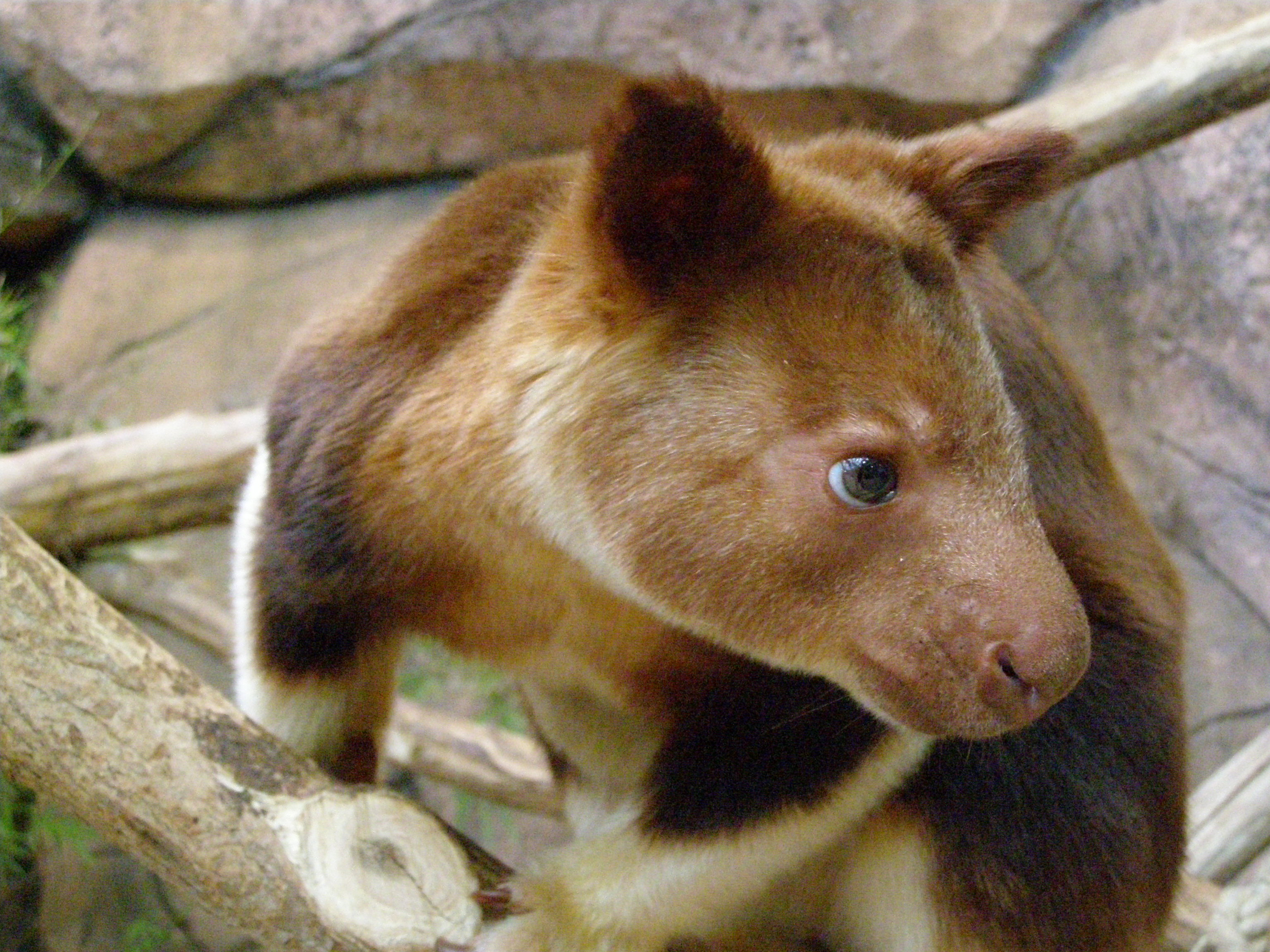
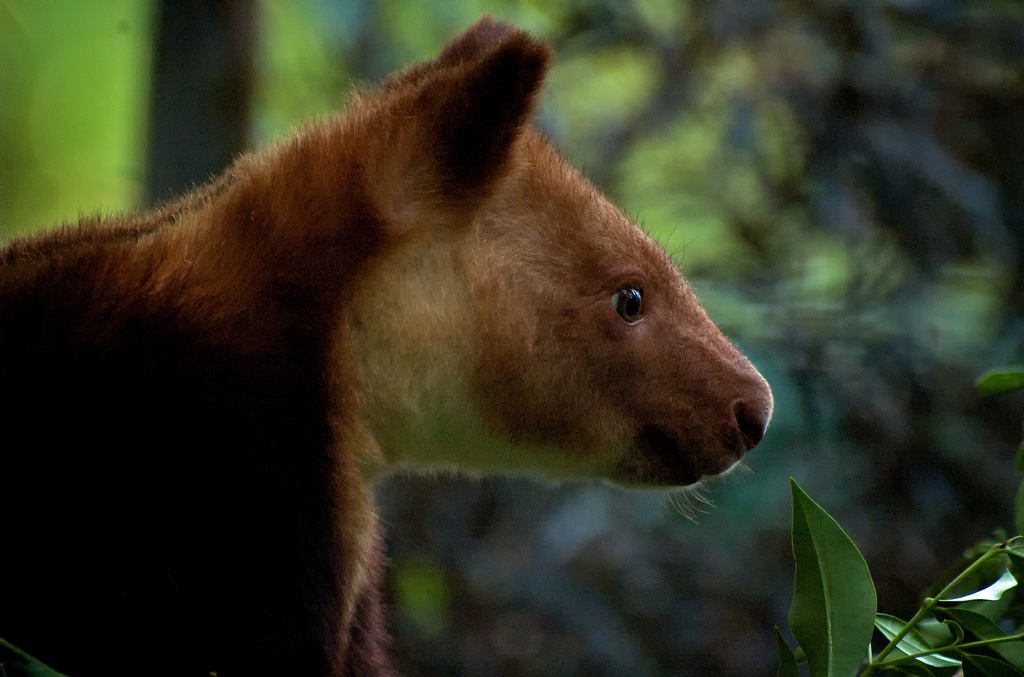
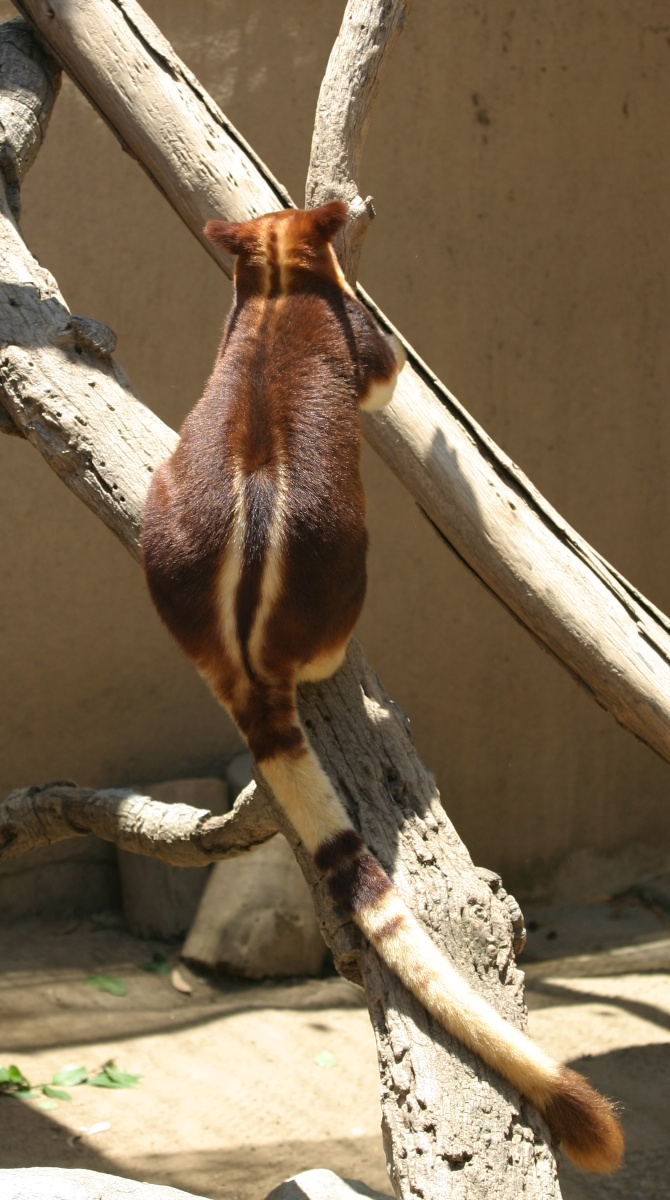
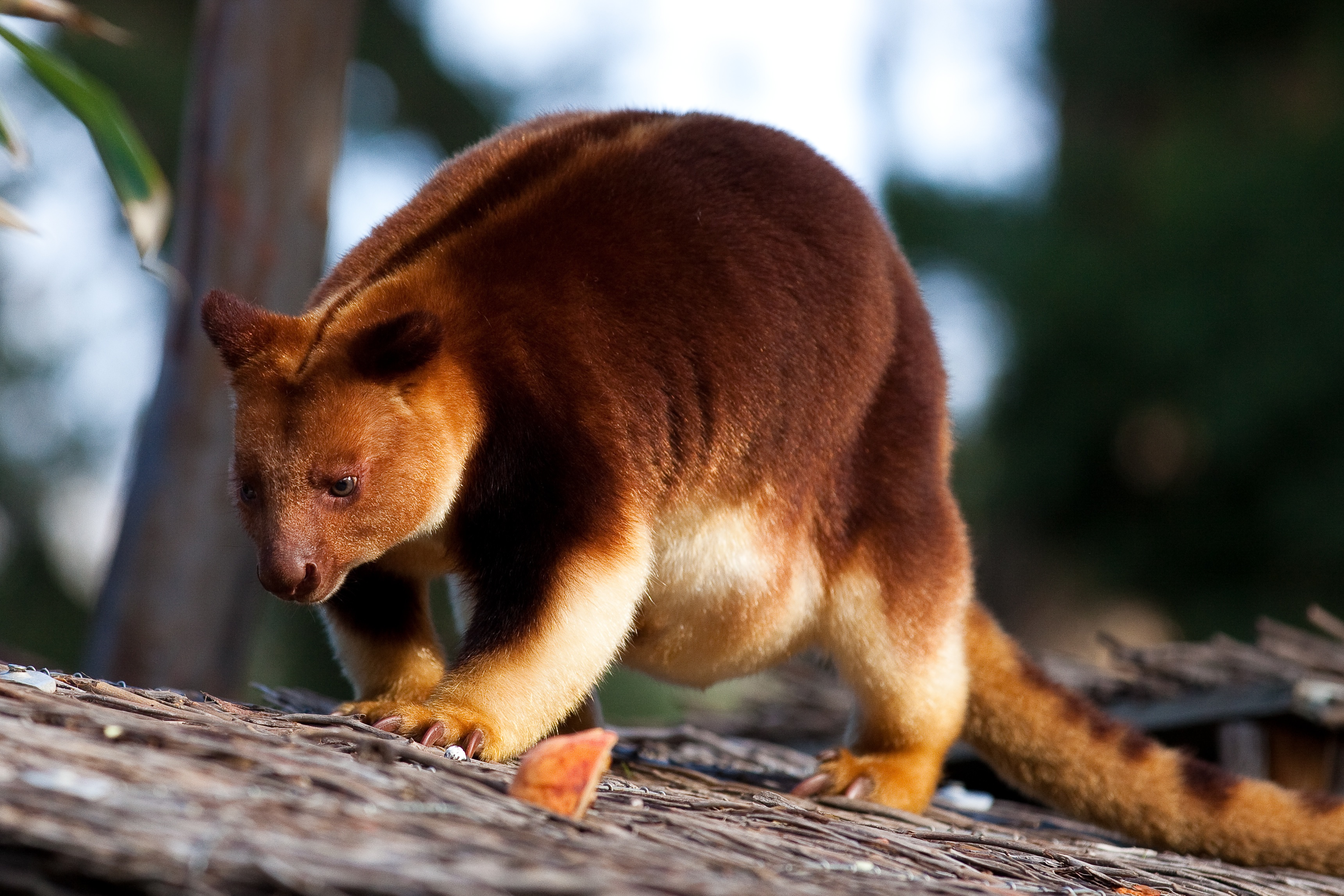